# 더 모노톤즈
더 모노톤즈 (The Monotones)는 대한민국의 록 밴드이다. 밴드는 2012년 결성되고 2018년 해체되었으며, 노브레인, 문샤이너스 출신의 차승우와 삐삐밴드 출신의 박현준이 처음 결성했다. 밴드의 유일한 정규 음반인 Into the Night (2015)은 2016년 한국대중음악상에서 최우수 록 음반을 수상했다.

## 음반 목록

### 정규 음반
̈* Into the Night (2015)

### 싱글
- 여름의 끝 (2016)